# Salacia glaucifolia
Salacia glaucifolia là một loài thực vật có hoa trong họ Dây gối. Loài này được C.Y. Wu miêu tả khoa học đầu tiên năm 1981.